# Parque natural Macizo de Peña Cabarga
El parque natural Macizo de Peña Cabarga fue un espacio natural protegido español situado en la comunidad autónoma de Cantabria, promulgado parque natural por decreto en el año 1989. 
En abril de 2005, una sentencia del Tribunal Superior de Justicia de Cantabria anulaba la declaración del macizo de Peña Cabarga como parque natural por carecer desde su creación de un Plan de Ordenación de los Recursos Naturales (PORN) ni de un Plan Rector de Uso y Gestión (PRUG), desprotegiendo así el espacio. Desde entonces se encuentra en una especie de limbo legislativo, en régimen de transitoriedad a la espera de que el Gobierno de Cantabria tramite la nueva normativa. La intención del ejecutivo es proteger el macizo bajo la figura denominada «paisaje protegido» y que este pase a formar parte de la Red de Espacios Protegidos de Cantabria.

## Localización
El espacio natural está ubicado al sur de la bahía de Santander (a 15 kilómetros de la ciudad de Santander), en plena Sierra de la Gándara, posee 2588 hectáreas repartidas entre los municipios de Liérganes, Medio Cudeyo, Penagos y Villaescusa. Este macizo da lugar a un excelente mirador con sus 569 metros de altura (altitud máxima Pico Llen). El parque natural incluye el karst de Cabárceno, formación geológica de espectacular morfología y color rojizo, resultado de la disolución de rocas calcáreas, y declarado Punto de Interés Geológico (PIG).
Su acceso principal es a través de la carretera autonómica CA-412, cerca de la localidad de Heras, situada entre Solares y El Astillero. Asimismo se puede acceder por las localidades de La Concha de Villaescusa y por Socabarga.

## Historia
Las minas de Peña Cabarga aparecen marcadas durante la Edad Moderna por la localización en su entorno de varias ferrerías y, especialmente, entre los siglos XVII-XIX por la ubicación en La Cavada y Liérganes de la primera siderurgia y fábrica de artillería de España. A pesar de que las explotaciones mineras eran a cielo abierto, ya que las minas extraían nódulos de óxido de hierro y no un filón o veta continua, las condiciones de trabajo resultaban extremadamente duras. 
El desarrollo industrial que se produce a finales del siglo XIX da lugar al surgimiento de numerosas explotaciones mineras en la Sierra de Peña Cabarga. La calidad de su hierro y la facilidad para su explotación propició la instauración de numerosas compañías, no solo españolas sino también extranjeras. El mineral extraído por las concesiones inglesas, una vez lavado, era transportado hasta El Astillero donde en el cargadero del muelle, que aún se conserva, se embarcaba en las bodegas de los mercantes que la transportaban hasta Cardiff (Gales).
Con la guerra civil española se produce un parón en la actividad, retornando algunos ingleses a su país para regresar al finalizar el conflicto. En 1951 la mina será comprada por Altos Hornos de Vizcaya hasta que, en estos últimos años la importación de mineral de bajo coste procedente de países sudamericanos, principalmente de Brasil, ha contribuido a dar por finalizada una tradición milenaria. La vena de Pámanes fue explotada hasta 1968, mientras que la de Cabárceno, bajo la concesión a la compañía Agruminsa, prolongó su trabajo hasta su clausura en 1989.

## Vegetación y fauna
En cuanto a la vegetación, lo más valioso es la presencia del encinar costero sobre los litosuelos calizos, sobre todo en la vertiente sur, existiendo igualmente restos de robledales, bosques mixtos y bosque de ribera. No obstante, la continua sucesión de incendios por la actividad ganadera extensiva ha llevado a perder importante superficie arbolada, llevando a un estado de disclímax, lo que ha hecho que predominen espacios arbustivos de landas resultados de etapas inmaduras del ecosistema.
En las formaciones ripícolas se crían diferentes aves ligadas a los ecosistemas acuáticos. También es frecuente la presencia del murciélago de herradura en las numerosas cuevas diseminadas en este territorio.

## Anulación del decreto
En el mes de mayo de 2005, el Tribunal Superior de Justicia de Cantabria (TSJC) declaró nulo el decreto que en 1989, el Gobierno regional presidido por Juan Hormaechea, convirtió en parque natural el macizo de Peña Cabarga, ya que nunca se aprobó el preceptivo Plan de Ordenación de los Recursos Naturales (PORN) que, según señalaba el propio decreto, debía ser elaborado y aprobado en el plazo de un año desde la declaración del Parque. Tampoco se diseñó en un periodo de quince años el Plan Rector de Uso y Gestión (PRUG) de este espacio protegido.
Así se recoge en una sentencia dictada por la Sala de lo Contencioso-Administrativo del alto tribunal en la que se resuelve un recurso interpuesto por la compañía Duro Felguera que pretendía rellenar unos terrenos de su propiedad situados en el paraje conocido como La Valcaba, dentro del ámbito territorial del parque natural, en concreto en el municipio de Liérganes. El Gobierno regional presentó un recurso ante el Tribunal Supremo. el cual volvió a ratificar, en noviembre de 2009, la sentencia del Tribunal Superior de Justicia de Cantabria por la que anulaba la declaración del Macizo de Peña Cabarga como parque natural y desprotegía el espacio.
La Consejería de Desarrollo Rural y Biodiversidad del Gobierno de Cantabria publicó el 24 de junio de 2006 en el Boletín Oficial de Cantabria la orden por la que abría el proceso de redacción y aprobación del PORN, el cual se esperaba finalizase en 2010. Actualmente el parque sigue encontrándose en una situación de interinidad.